# 紅背豔猿金花蟲
紅背豔猿金花蟲（学名：Acrothinium gaschkevitchii）为金花蟲科豔猿金花蟲屬下的一个种。